# Expansions
Expansions ist ein Musikalbum von Lonnie Liston Smith & The Cosmic Echoes. Die am 24. und 25. November 1974 entstandenen Aufnahmen erschienen 1975 auf Flying Dutchman Records.

## Hintergrund
Der Keyboarder Lonnie Liston Smith begann seine Karriere in den 1960er-Jahren in Betty Carters Band, gefolgt von längeren Engagements bei Roland Kirk und Art Blakeys Jazz Messengers. Von 1968 bis 1971 arbeitete er mit Pharoah Sanders, durch den er Bob Thiele kennenlernte, der 1969 Sanders’ Erfolgsalbum Karma für Impulse! Records produzierte. 1972 verbrachte er einen Großteil des Jahres auf Tournee und im Studio mit Miles Davis (On the Corner, 1972). Anschließend legte er für Thieles Label Flying Dutchman die LPs Astral Traveling (1973) und Cosmic Funk (1974) vor, gefolgt von Expansions (1975). Smith nahm sie mit ehemaligen Kollegen von Sanders und Davis auf, darunter Cecil McBee sowie den Schlagzeugern Badal Roy, James Mtume und Lawrence Killian; auch Andrew Cyrille war beteiligt. Während Astral Travelling rein instrumental war, begleitete auf Cosmic Funk und Expansions Smiths Bruder Donald die Band als Flötist und Sänger.
Smith spielte auch auf Miles Davis’ „futuristischem, Paradigmen verflachendem“ Album On the Corner, das bei seiner Veröffentlichung 1972 schärfste Gegenreaktionen hervorrief, notierte Stevie Chick. Noch wichtiger sei gewesen, dass Smith auf Schlüsselalben spielte, die Pharoah Sanders nach John Coltranes Tod aufnahm, neben Karma auch Jewels of Thought und Thembi. „Auf diesen Alben waren Sanders und seine Sidemen auf der Suche nach der spirituellen Goldader, die Coltrane auf A Love Supreme gefunden hatte“, so der Autor.
Während der Arbeit an seinem letzten Album mit Sanders Thembi hatte Smith zum ersten Mal ein Fender Rhodes gespielt, und während er an den vielen Knöpfen und Schaltern experimentierte, entdeckte er das warme, meditative Summen, das das Eröffnungsstück dieses Albums charakterisierte, eine Smith-Komposition, das er „Astral Travelling“ nannte. Es diente dann als Titelsong seines Solodebüts, das 1973 erschien. Nachdem die LP Astral Travelling in den Handel kam, drängte Thiele Lonnie Liston Smith, eine eigene Gruppe zu gründen, um das Album zu promoten. Der Nachfolger Cosmic Funk war der erste, der Lonnie Liston Smith & The Cosmic Echoes zugeschrieben wurde, und er fängt sehr deutlich einen Künstler im Wandel ein: Der eröffnende Titeltrack könnte mit all seinen verzerrten tiefen Tönen und dem abgefahrenen Gesang von der ersten LP von Funkadelic stammen, während Smith und die Gruppe an anderer Stelle feurige Post-Bop-Interpretationen von Wayne-Shorter-Stücken („Footprints“) und Vamps von James Mtume-Nummern („Sais (Egypt)“) lieferten, außerdem eine Vokalversion von Coltranes „Naima“.
Der Schlüsseltrack von Cosmic Funk führte direkt zur Musik von Expansions, so der Autor weiter: „Beautiful Woman“ spielt mit einem geradezu vorwärtstreibenden Beat, geschäftig und schwer auf den klingenden Becken, über denen Smiths Klavier rumpelt und schwärmt, während Donald Smith wohlklingend singt. Und obwohl nicht alles auf Expansions in dieser Richtung bleibt – „Desert Nights“ ist „ein hypnotisches Warteschleifenmuster modalen Jazz, das mit all seinen Schnickschnack-Elementen und seiner Perkussionsbasis in erhabene Höhen reitet“; „Peace“ ist eine Coverversion eines gemeinsamen Songs von Horace Silver und Doug Carn, der erstmals 1959 aufgenommen wurde, aber eindeutig als Kommentar zum noch immer tobenden Vietnamkrieg gedacht war –, „sollte Smiths drittes Album seine Begeisterung auf die Tanzfläche tragen.“
Die Single-Veröffentlichung des Titeltracks wurde zum Hit auf Londoner Tanzflächen wie dem 100 Club und Crackers und ist neben Schlüsselwerken von Roy Ayers und Donald Byrd ein grundlegendes Werk für die Acid-Jazz-Szene der 1980er- und 90er-Jahre.

## Titelliste
- Lonnie Liston Smith & The Cosmic Echoes: Expansions (Flying Dutchman BDL1-0934)[3]

1. Expansions fo6:04
2. Desert Nights 6:45
3. Summer Days 5:53
4. Voodoo Woman 4:13
5. Peace 4:13
6. Shadows 6:20
7. My Love 5:40

Die Kompositionen stammen von Lonnie Liston Smith.

## Rezeption
Wie Miles Davis’ In a Silent Way (1969) und Bitches Brew (1970) bewiesen hätten, dass Jazz-Rock durchaus glaubwürdig sein konnte, so taten die Expansions seines ehemaligen Keyboarders Smith dasselbe für den Jazz-Funk, schrieb Chris May in All About Jazz. Tatsächlich sei Smith dies mit drei aufeinanderfolgenden Flying Dutchman-Alben gelungen, von denen Expansions das letzte und das Nonplusultra war. Smiths Flying Dutchman-Alben von 1973 bis 1975 blieben klar seine besten Werke.
Expansions sei Smiths kühnster Ausflug in die Fusion-Welt des Jazz-Funk, doch er sollte zu einem Zeitpunkt erscheinen, an dem Disco eine neue Bühne für die Tanzfläche eröffnete, schrieb Stevie Chick in The Quietus. Der Titeltrack sei eine gelungene Kombination zeitgenössischer Black-Music-Elemente: Funk, R&B, Jazz, sogar Afro-kubanische und Latin-Musik, vereint durch die freudige Aufrichtigkeit von Donald Smiths sonore Stimme und die hauchzarte Mystik, die das Ganze umgibt. Expansions sei „Ekstase, Delirium, der warme Hauch des Frühlings, der über frostbedeckte Straßen rauscht: ein Erwachen, eine Wiedergeburt“. In einem überkonfessionellen Geist, im Streben nach Einheit, sei Expansions zu einer Botschaft der Einheit geworden, die das, woraus es geschaffen wurde, genreübergreifend ausbreitete, musikalische Szenen durchdrang und ihre Ära überdauerte.
Thom Jurek verlieh dem Album in Allmusic fünf Sterne und schrieb, rückblickend auf sein damaliges Werk sei dies die einzige Platte des Keyboarders, die heraussticht – nicht nur aufgrund seiner eigenen Arbeit, sondern in jeder Hinsicht: Es sei durch und durch ein Jazzalbum und zugleich eine durch und durch funkige Soul-Jazz-Platte. Smith spiele sowohl Klavier als auch Keyboards und halte seine Kompositionen im Jazz-Stil – locker, offen und voller Groove, der gelegentlich ins Funk-Genre abdrifte. Sommerlich und locker im Feeling, luftig und frei mit seinen präzisen Beats und herausragenden Piano-Fills, nehme „Expansions“ einige der großen Smooth-Jazz-Klassiker vorweg, doch ohne die Studio-Aalglattheit und den schwülstigen Mangel an Fantasie. Die Musik auf Expansions sei zeitloser Soul-Jazz, perfekt in jeder Ära. Von allen Fusion-Platten dieser Art, die Mitte der 1970er-Jahre veröffentlicht wurden, habe dieses den Smooth-Jazzern und den Sampling-Experten der Electronica mehr Material geboten, als Smith je erwartet hätte.